# Listening
Listening (engl. „zuhören“, „hören“, „(zu)hörend“) bezieht sich auf den Wahrnehmungssinn Hören. Das Wort wird im direkten wie im übertragenen Sinn verwendet.

## Computer- oder Tontechnik
- Idle Listening (engl. „untätiges Zuhören“) bezeichnet das Abhören eines (ungenutzten) Kommunikationsmediums in Rechnernetzen, ohne dass Kommunikation stattfindet.
- Pre-Fader-Listening bedeutet bei Tonaufnahmen das Abhören einzelner Kanäle vor dem Mischen.
- After Fader Listening meint das Abhören (Monitoring) des abgemischten Signals bei Tonaufnahmen.

## In Unternehmen
- Listening Platforms sind Maßnahmen und Einrichtungen von Unternehmen, um ihre Wirkung in Sozialen Netzwerken zu überwachen und zu messen.
- Chief Listening Officer ist der Verantwortliche für Social-Media-Aktivitäten in US-amerikanischen Unternehmen.

## Unterhaltungsindustrie
- Easy Listening bedeutet „leichte Musik“. Ray Conniff galt als „Vater des Easy Listening“.
- Listening Party oder Listening Event werden zur Vorstellung von Songs oder Alben vor der Fachpresse oder Fans benutzt, zum Beispiel durch Whitney Houston.
- Mole Listening Pearls ist ein deutsches Plattenlabel mit Sitz in Berlin.

## Musik
- Listening (1922–1926) ist ein Song von Irving Berlin.
- Is Everybody Listening? (2001) ist ein Livealbum der britischen Pop-/Rockband Supertramp.
- Are You Listening (2011) ist das Debütalbum der australischen Sleaze-/Hard-Rock-Gruppe Babyjane.
- Listening to Pictures (Pentimento Volume One) (2018) ist ein Jazzalbum von Jon Hassell.
- Listening (1983) ist eine Single der australischen Popband Pseudo Echo.

## Film
- Listening (2003) ist ein Kurzfilm von Kenneth Branagh mit Frances Barber und Paul McGann.
- Listening In (2020) ist der englischsprachige Titel des israelischen Kurzfilms HaMa’azin von Omer Sterenberg.